# Громадянська війна в Колумбії
Громадянська війна в Колумбії — асиметрична війна, яка почалася 1964 року (активно — з 1966 року), між урядом Колумбії, воєнізованими групами, злочинними синдикатами та лівими партизанами (ФАРК, АНО) за вплив у країні.
Вважається, що історично громадянська війна стала продовженням Ла Віоленсії — збройної боротьби між консерваторами та лібералами у 1948—1958 роках. Перемога консерваторів у цій боротьбі призвела до об'єднання ліберальних та комуністичних бойовиків у Революційні збройні сили Колумбії (ФАРК).
Причини початку конфлікту кожна зі сторін трактує свою користь. ФАРК та інші партизанські рухи заявляють, що борються за права бідних у Колумбії, щоб захистити їх від державного насильства та забезпечити соціальну справедливість. Уряд Колумбії заявляє, що бореться за порядок та стабільність і прагне захистити права та інтереси своїх громадян. Воєнізовані ультраправі (парамілітарес) групи заявляють, що вони лише відповідають на передбачувані загрози з боку партизанських рухів. І партизани, і ультраправі звинувачуються в участі у незаконному обігу наркотиків та тероризмі. Нарешті, всі сторони, які беруть участь у конфлікті, критикуються за численні порушення прав людини.
За даними дослідження, проведеного Національним центром історичної пам'яті Колумбії, в конфлікті між 1958 і 2013 роками загинули 220 000 осіб, більшість з них — мирні жителі (177 307 осіб), понад п'ять мільйонів цивільних осіб були змушені залишити свої будинки в період між 1985 і 2012 роками